# Umiray
Le fleuve Umiray est un fleuve des Philippines qui sépare les provinces de Quezon et d'Aurora. Il se jette dans l'océan Pacifique. Il est utilisé par les contrebandiers. À la fin du XXe siècle, il a été le théâtre d'affrontements entre l'armée philippine et les rebelles communistes des Philippines.